# Collégiale Saint-Pierre de Lille
Pour les articles homonymes, voir collégiale Saint-Pierre.
La collégiale Saint-Pierre était une ancienne grande église située dans le Vieux-Lille qui a rythmé la vie religieuse de Lille pendant près de 750 ans. Après avoir été sérieusement endommagée lors du siège de la ville par les Autrichiens en 1792, sa destruction commença en 1794. Sa crypte, seul vestige qui demeure aujourd'hui, a été classée monument historique en 1971.

## Localisation

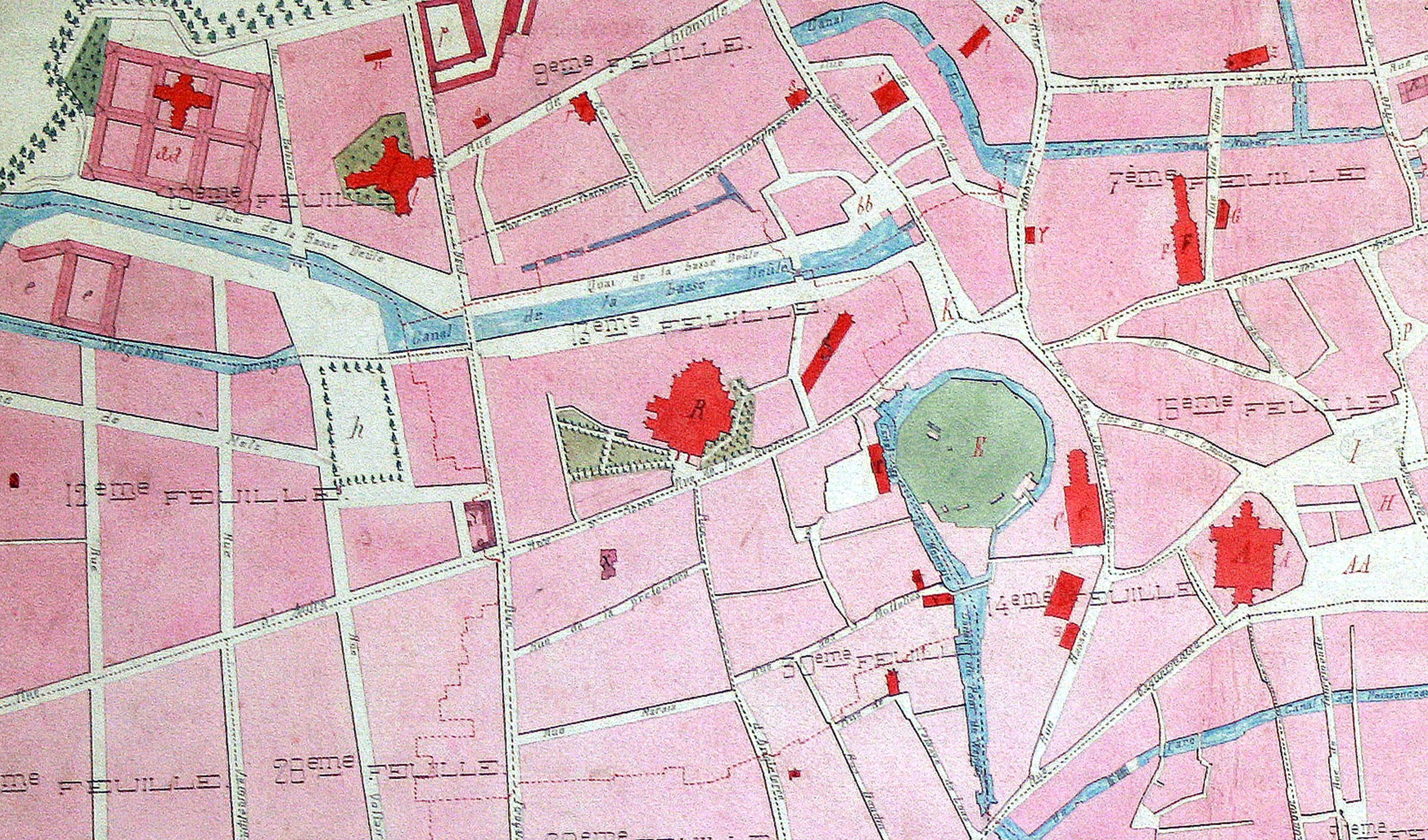
Emplacement de la Collégiale Saint-Pierre (R) à côté de l'avenue du Peuple Belge (quai de la basse Deûle) en 1745.

La collégiale était située à l'emplacement de l'actuel Palais de justice.

## Histoire

### Les débuts
La première mention de cette collégiale remonte à une charte de dotation datée de 1066 qui donne des indications sur la châtellenie d'alors. On apprend par ce document que le nouvel édifice est encore en chantier mais qu'il peut déjà accueillir le culte. En outre, un  chapitre de chanoines était déjà installé. Le comte Baudouin V de Flandre et son épouse Adèle font par cette charte une importante donation totalisant 95 manses, 83 bonniers et à plus de quatre bergeries. Cette collégiale est située au sein des murs de la résidence comtal. Son cloître s'étendait au nord-ouest de la collégiale à l'emplacement de l'actuelle place du Concert et jusqu'au quai de la Basse Deûle (actuelle avenue du peuple belge). Le comte Baudouin V fut inhumé au milieu du chœur de la collégiale Saint-Pierre en 1067. Une statue funéraire du comte fut élevée mais elle est détruite en 1763. Peu de temps après, Jean de Warneton, qui allait devenir évêque, fit partie de ses chanoines.
Le 16 mars 1088, Radbod II, évêque de Tournai et de Noyon, fait don de l'église et des prébendes de Gits, au nord de Roulers, à la collégiale. Ce sont les premières d'une série acquisitions qui va faire de la collégiale Saint-Pierre une des plus puissantes propriétaires terriennes de la région.
Pendant longtemps, le corps de saint Hubert de Seclin y reposait. Cette collégiale des origines était de style roman et la pierre de Tournai fut largement utilisée lors de son édification.

### LeXIIIesiècle

#### Notre-Dame de la Treille
Dans la première moitié de ce siècle, le chapitre de la collégiale acquit la statue de Notre-Dame de la Treille (vocable ici retenu pour la Vierge Marie), elle, réalisée dans le dernier quart du XIIe siècle. La statue était composée d'un tête de marbre tandis que son corps et l'Enfant Jésus étaient en pierre blanche polychrome. Hélas, à la suite de la Bataille de Mons-en-Pévèle, en 1304, Lille fut mise à sac par l'armée de Philippe le Bel, la collégiale fut incendiée et la statue quasiment détruite : il ne subsistait que sa tête.[réf. nécessaire]

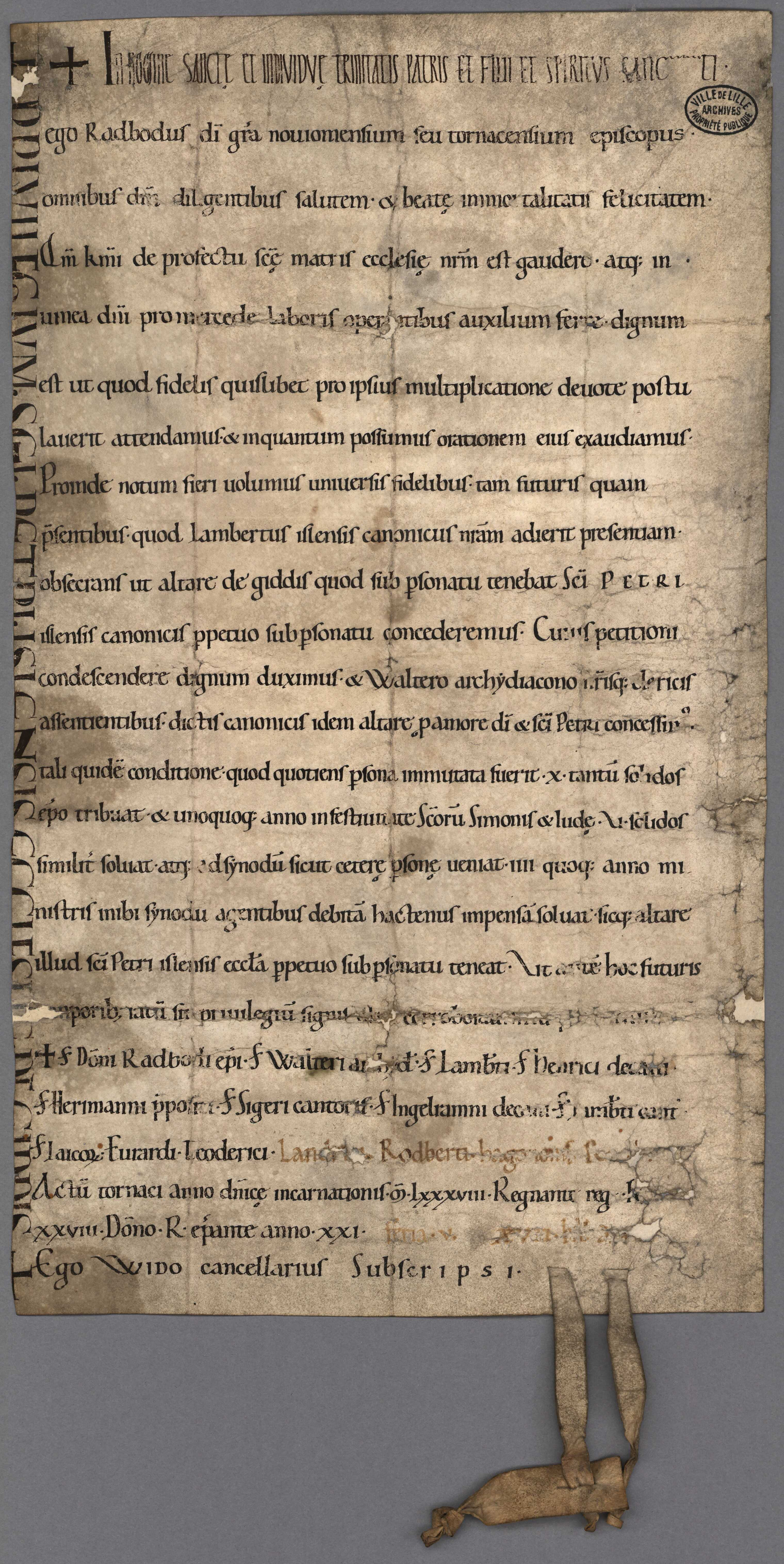
Acte de donation de l'autel de Gits au chapitre Saint-Pierre de Lille (16 mars 1088). Parchemin, lacs de cuir, sceau disparu. Archives municipales de Lille, cote PAT/169/3749.

#### Évolution de la paroisse
À l'instar de la paroisse Saint-Étienne, la paroisse Saint-Pierre fut aussi réduite pour permettre les créations des paroisses Sainte-Catherine, Saint-André et La Madeleine. Enfin, à partir de cette période, des écolâtres enseignèrent dans ce qui fut l'école de la collégiale; et, malgré l'ouverture de deux écoles laïques au XVIe siècle, les chanoines et leurs laïcs affiliés gardèrent pendant longtemps le monopole de l'enseignement en latin à Lille.

### Extension de la collégiale et de son influence

#### L'action de Philippe le Bon (XVesiècle)
En 1405, la comtesse Marguerite III de Flandre y fut inhumée. Philippe le Bon, duc de Bourgogne et comte de Flandre, fit ensuite rebâtir la collégiale et fit restaurer, jusqu'aux genoux, la statue. Il y fonda aussi, en 1425, une maîtrise. Cette dernière permit à la collégiale de développer une vie musicale polyphonique de qualité permanente. En 1462, l'acte de fondation de l'Hospice Gantois rattacha ce dernier à la collégiale Saint-Pierre.
Au fur et à mesure que la collégiale et son chapitre gagnèrent en prestige, ils attirèrent à eux certaines dévotions dont celle de Notre-Dame-des-Sept-Douleurs au cours de la deuxième moitié du XVe siècle ; ce fait ayant été traité par le dominicain Michel François de Templemars en 1495. En effet, la dévotion lilloise à Notre-Dame des sept douleurs datait déjà du XIIIe siècle mais Philippe Le Bon contribua à son extension. Empreint de piété mariale, lui qui priait souvent la Vierge Marie, mère de Jésus, prouva sa ferveur en faisant sculpter une statue en bois de Notre-Dame des sept douleurs pour la faire placer vers 1450 auprès de l'image miraculeuse de Notre-Dame de la Treille dans la collégiale.

#### L'époque moderne
La dévotion à Notre-Dame-des-Sept-Douleurs s'amplifia à tel point que les papes Alexandre III et Clément IX donnèrent leur accord, pour la création d'un office spécifique, aux églises lilloises.  Cette dévotion ne cessera de grandir jusqu'à la destruction de la cathédrale en 1792. En 1634, Notre-Dame-de-la-Treille fut nommée patronne de la ville ; elle était d'ailleurs officiellement et originellement fêtée le dimanche après la Sainte Trinité (depuis la date de cette fête patronale a été transférée au 28 octobre). Lors de la Guerre de Dévolution, le roi Louis XIV prend Lille en 1667, et, souhaitant rassurer les autochtones quant à leurs privilèges et libertés, il prête serment devant Notre-Dame de la Treille puis finalise la statue en lui adjoignant deux jambes complètes.

### Disparition
La paroisse Saint-Pierre est supprimée le 26 mai 1791. La collégiale est mise en vente comme bien national en septembre 1792 puis détruite.
La dévotion à Notre-Dame-des-Sept-Douleurs est rétablie à Sainte-Catherine, le 25 mai 1844.

## Architecture et mobilier

### Architecture
Au XIIIe siècle, la collégiale romane fut transformée en église de style gothique avec de plus grandes dimensions (quoique encore inférieures à celles du XVIIIe siècle), ses clercs s'inspirant de la cathédrale de Soissons : cet événement témoigna de l'accroissement de pouvoir réalisé pendant ce siècle.
La forme définitive de la collégiale était pourvue d'une voûte gothique dont elle fut dotée en 1504; mais aussi d'un jubé acquis pendant le XVIe siècle.
En 1635, les chanoines firent ériger les sept stations douloureuses de la Vierge, à la suite du succès de la dévotion, qui sont parcourues comme celles d'un chemin de croix.
Les vestiges de la crypte romane de la collégiale Saint-Pierre sont classés monuments historiques et sont accessibles, par un escalier, à partir de la rue du Palais de Justice. Du cloitre de la collégiale ne subsistent que deux arches de son dernier état dans un jardin privé de la place du concert. Le cellier de la collégiale est lui aussi intact sous la cave d'un hôtel particulier de cette même place.

### Mobilier
La plupart des tableaux connus dont elle fut ornée furent acquis pendant le XVIe siècle. Divers éléments de son mobilier sont conservés, pour la plupart, dans les musées ou autres églises de Lille, une partie des œuvres ayant été rassemblées en 1792 à l'ancien couvent des récollets, rue des arts à Lille :
- Jésus-Christ remettant les clefs à Saint-Pierre, tableau du maître autel, par Charles de la Fosse, actuellement au Palais des beaux-arts de Lille.
- Sainte Cécile, tableau d'autel, par Arnould de Vuez, actuellement au Palais des beaux-arts de Lille.
- Buste de Saint-Pierre et de Saint-Paul par Quellin à l'église Saint-André de Lille.
- Sainte-Anne et sa fille, la Vierge Marie, sculpture à l'église Saint-Vincent de Marcq-en-Barœul.

## Tombeaux des comtes de Flandre

### Baudouin V de Flandre dit «de Lille»
Le comte Baudouin V de Flandre meurt à Lille le 1er septembre 1067. Il sera inhumé au milieu du chœur de la Collégiale. Après l'incendie de celle-ci en 1334, le tombeau du comte est rétabli avec une nouvelle épitaphe.  Aubin-Louis Millin, dans le cinquième tome des « Antiquités nationales ou recueil de monuments » publié en l’an VII du calendrier républicain (1799-1800) écrit à propos de la tombe de Baudouin V: 
En entrant de la nef dans le chœur de l’église, on trouvoit sur une tombe plate cette inscription :
Chy gist tres haus, tres nobles et tres poissans princes BAUDEWINS li DEBONNAIRES jadis contes de Flandres li onzieme, qui funda ceste église et trespassa en lan de grace mil LXVIII. Dites vo pater ner pour lame. 
Sa tombe a disparu avec la destruction de la collégiale en 1806. Son corps a cependant été retrouvé lors de fouilles au début du XXIe siècle[réf. nécessaire].

### Louis II de Flandre, dit «de Male»
Bien qu'il fit construire une chapelle à côté de l'église Notre-Dame de Courtrai pour s'y faire enterrer, la chapelle des Comtes, Louis de Male n'y sera pas inhumé. 
Sa dépouille sera fastueusement mis en terre aux côtés de son épouse, Marguerite de Brabant († 1380), en la collégiale le 1er mars 1384. Marguerite III de Flandre, fille des défunts, viendra les rejoindre après sa mort survenue le 16 mars 1405 à Arras, tandis que son époux, Philippe le Hardi, sera quant à lui enterré à la Chartreuse de Champol en Bourgogne. Son tombeau, démonté à la Révolution, est désormais visible au Musée des beaux-arts de Dijon.
Le tombeau, fait d'airain doré, se trouvait dans la chapelle Notre-Dame de la Treille. Le monument, qui offrait un carré long, était décoré sur ses quatre faces de 24 figures de cuivre, de dix-huit pouces de hauteur, reproduisant, entouré de divers emblèmes, les princes et princesses des maisons des époux. Aubin-Louis Millin en fait la description complète dans son recueil des monuments.
Le tombeau de Louis de Male, avec ses trois gisants, était visible dans la collégiale de Lille jusqu'à la Révolution française. Après la destruction de l'église, le tombeau échappa aux destructions révolutionnaires et fut transporté dans l'ancien hôtel de ville de Lille. On perd cependant sa trace après 1830.

### Autres tombeaux
Aubin-Louis Millin décrit, dans son recueil des "Antiquités Nationales ou recueil de monumens" de 1799-1800, de nombreuses autres tombes qui se trouvaient dans la collégiale, notamment celles d'Hugues de Launoy et de sa femme Marguerite de Molembais ainsi que de différents princes des maisons de Flandre et de Bourgogne.

## Emplacement de la collégiale
À l'emplacement de la collégiale, le palais de justice est construit au début des années 1830 et la Rue Alphonse Colas ouverte en 1821 
La place du Concert occupe l'emplacement du cloître des chanoines.

## Galerie

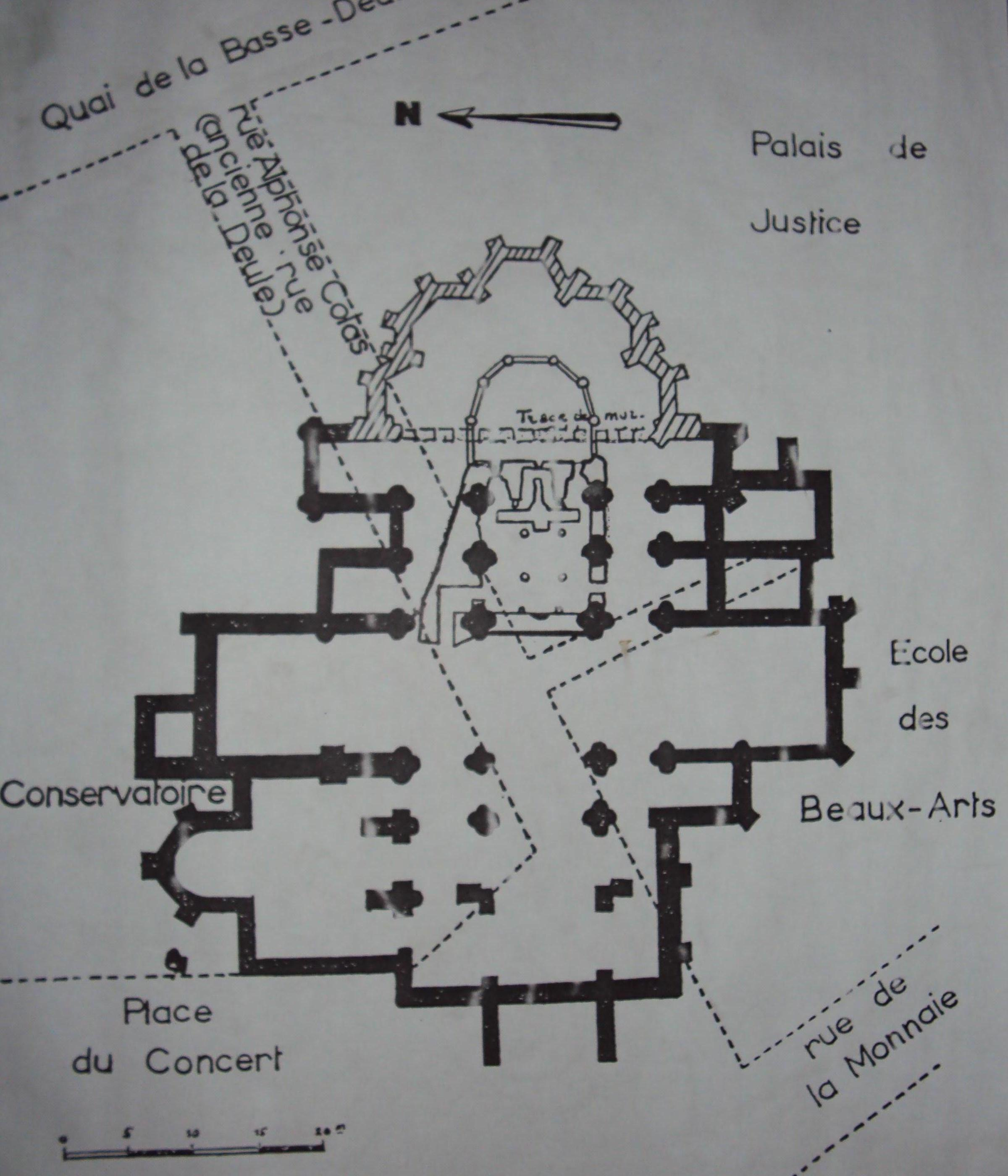
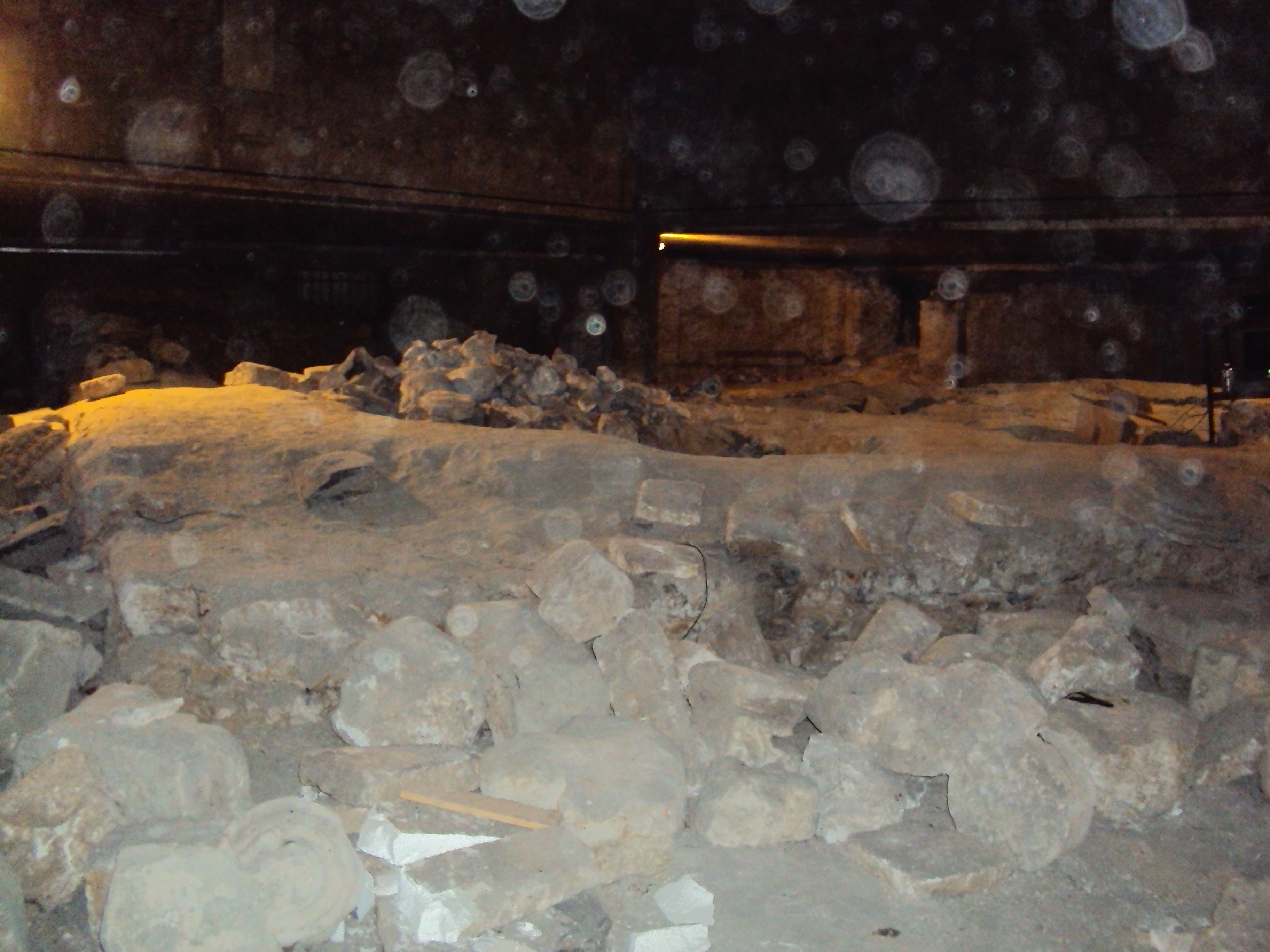
Vue de la crypte
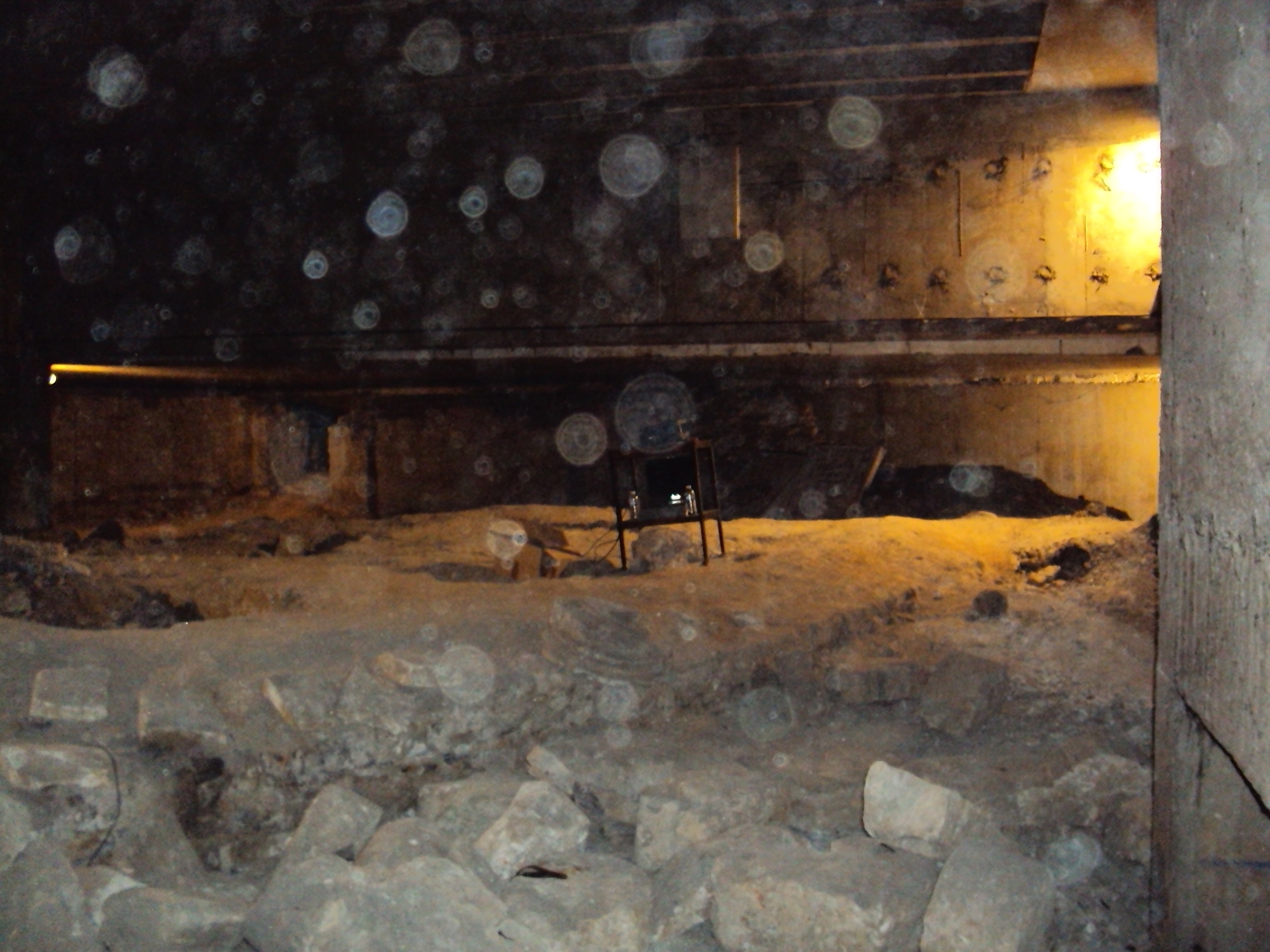
Vue de la crypte

### Iconographie
- la Collégiale Saint-Pierre sur le site de la bibliothèque numérique de Lille